# Municipio de Fremont (condado de Winneshiek)
El municipio de Fremont (en inglés: Fremont Township) es un municipio ubicado en el condado de Winneshiek en el estado estadounidense de Iowa. En el año 2010 tenía una población de 220 habitantes y una densidad poblacional de 3,07 personas por km².

## Geografía
El municipio de Fremont se encuentra ubicado en las coordenadas 43°27′52″N 92°1′29″O / 43.46444, -92.02472. Según la Oficina del Censo de los Estados Unidos, el municipio tiene una superficie total de 71.61 km², de la cual 71,61 km² corresponden a tierra firme y (0 %) 0 km² es agua.

## Demografía
Según el censo de 2010, había 220 personas residiendo en el municipio de Fremont. La densidad de población era de 3,07 hab./km². De los 220 habitantes, el municipio de Fremont estaba compuesto por el 100 % blancos. Del total de la población el 0,91 % eran hispanos o latinos de cualquier raza.